# Didymocarpus zhufengensis
Didymocarpus zhufengensis är en tvåhjärtbladig växtart som beskrevs av Wen Tsai Wang. Didymocarpus zhufengensis ingår i släktet Didymocarpus och familjen Gesneriaceae. Inga underarter finns listade i Catalogue of Life.